# Julius Fučík (jurnalist)
Julius Fučík (n. 23 februarie 1903, Smíchov⁠(d), Regatul Boemiei, Austro-Ungaria – d. 8 septembrie 1943, Berlin, Germania Nazistă) a fost un scriitor și jurnalist ceh. În scrierile sale, exprimă o atitudine militantă, umanistă. Erou național al Cehoslovaciei în lupta de eliberare împotriva fascismului, a murit executat de naziști.

## Scrieri
- 1932: O lume în care mâine a devenit deja istorie ("V zemi, kde zítra již znamená včera")
- 1945: Reportaj cu ștreangul de gât ("Reportáž psaná na oprátce")
- 1949: În țara iubită ("V zemi milované")
- 1951: Studii despre literatură ("Stati o literatuře").